# Novovasîlivka, Vradiivka
Novovasîlivka (în ucraineană Нововасилівка) este localitatea de reședință a comunei Novovasîlivka din raionul Vradiivka, regiunea Mîkolaiiv, Ucraina.

## Demografie
Componența lingvistică a localității Novovasîlivka
     Ucraineană (95,08%)
     Română (3,14%)
     Rusă (1,78%)
Conform recensământului din 2001, majoritatea populației localității Novovasîlivka era vorbitoare de ucraineană (95,08%), existând în minoritate și vorbitori de română (3,14%) și rusă (1,78%).